# Zamaróczy Jenő
Zamaróczy Jenő (Trencsén, 1891. szeptember 7. – Budapest, 1957. december 16.) gépészmérnök.

## Életútja
Zamaróczy Ádám és Vargha Katalin fiaként született. 1913-ban diplomázott a budapesti műegyetemen szerezte. Harcolt az első világháborúban. 1920-tól 1926-ig volt a miskolci Magyar Acélsodrony, Drótművek és Kötélgyár (Deichsel-gyár) üzemvezető főmérnöke, ahol elsősorban hőkezelési kérdésekkel foglalkozott. 1927-ben az Amerikai Egyesült Államok nagy automobilgyáraiban a teljes cserélhetőség elvére épített precíziós autómotor-alkatrész tömeggyártási és műszaki szervezési feladataival és gyakorlati alkalmazásával foglalkozott. 1928-ban hazatért a magyar fővárosba és a Danuvia RT üzemvezető főmérnöke lett, mely pozíciójában 1932–33-ban hazánkban elsőként valósította meg az elemi műveletekre beosztott és kizárólag műveleti utasítások alapján vezetett és szervezett alkatrészgyártást, mely lehetővé tette az illesztésmentes szerelést. A Danuvia RT.-nek előbb műszaki, később ügyvezető igazgatója, majd helyettes vezérigazgatója lett. A második világháborút követően a Danuviát az országos gépi szerszámellátás központjává fejlesztette. 1951-től vezette a Gépipari Tervező Intézet finommechanikai szakosztályát, 1954-től a Diósdi Gördülőcsapágygyárban dolgozott. Halálát agyvérzés, agyi erek elmeszesedése, magas vérnyomás okozta. Felesége Zawadowszki Margit Mária Vera volt, akivel 1946-ban kötött házasságot Budapesten.